# إدوارد تورنر
إدوارد تورنر (بالإنجليزية: Edward Turner)‏ (8 أغسطس 1858 في أستراليا - 26 يناير 1893 بملبورن في أستراليا) هو لاعب كريكت أسترالي. لعب مع فريق فكتوريا للكريكت.

## وصلات خارجية
- إدوارد تورنر على موقع إي آس بي آن كريك إنفو (الإنجليزية)